# Hilir Perak
Hilir Perak is een district in de Maleisische deelstaat Perak.
Het district telt 209.000 inwoners op een oppervlakte van 1700 km².